# Chemin de fer touristique du Haut Quercy
Le Chemin de fer touristique du Haut Quercy (CFTHQ), aussi appelé le Truffadou, est un chemin de fer touristique français qui circule sur une partie subsistante de la ligne qui reliait autrefois Martel à Saint-Denis-près-Martel dans le département du Lot, à Bordeaux et Aurillac.
L'association est adhérente à l'Union des exploitants de chemins de fer touristiques et de musées (Unecto)

## Histoire
L'association « Chemin de fer touristique du Haut Quercy » (CFTHQ) est créée le 1er janvier 1992 pour sauvegarder et restaurer du matériel et des infrastructures ferroviaires, avec pour objectif la circulation d'un train touristique.
En 2006, c'est le 13e train touristique le plus fréquenté de France avec environ 40 000 utilisateurs dans l'année.
En 2016, ce sont plus de 80.000 passagers qui ont embarqué à bord de ce train.
En 2019 ce sont presque 100.000 voyageurs...

## Caractéristiques
La ligne du Chemin de fer touristique du Haut Quercy correspond à la section déclassée le 10 avril 1996 de la ligne de Souillac à Viescamp-sous-Jallès entre Martel et Saint-Denis-près-Martel (du PK 619,094 au PK 636,640). Elle se caractérise par son tracé à flanc de falaise en circulation vapeur et diesel.

## Matériel roulant

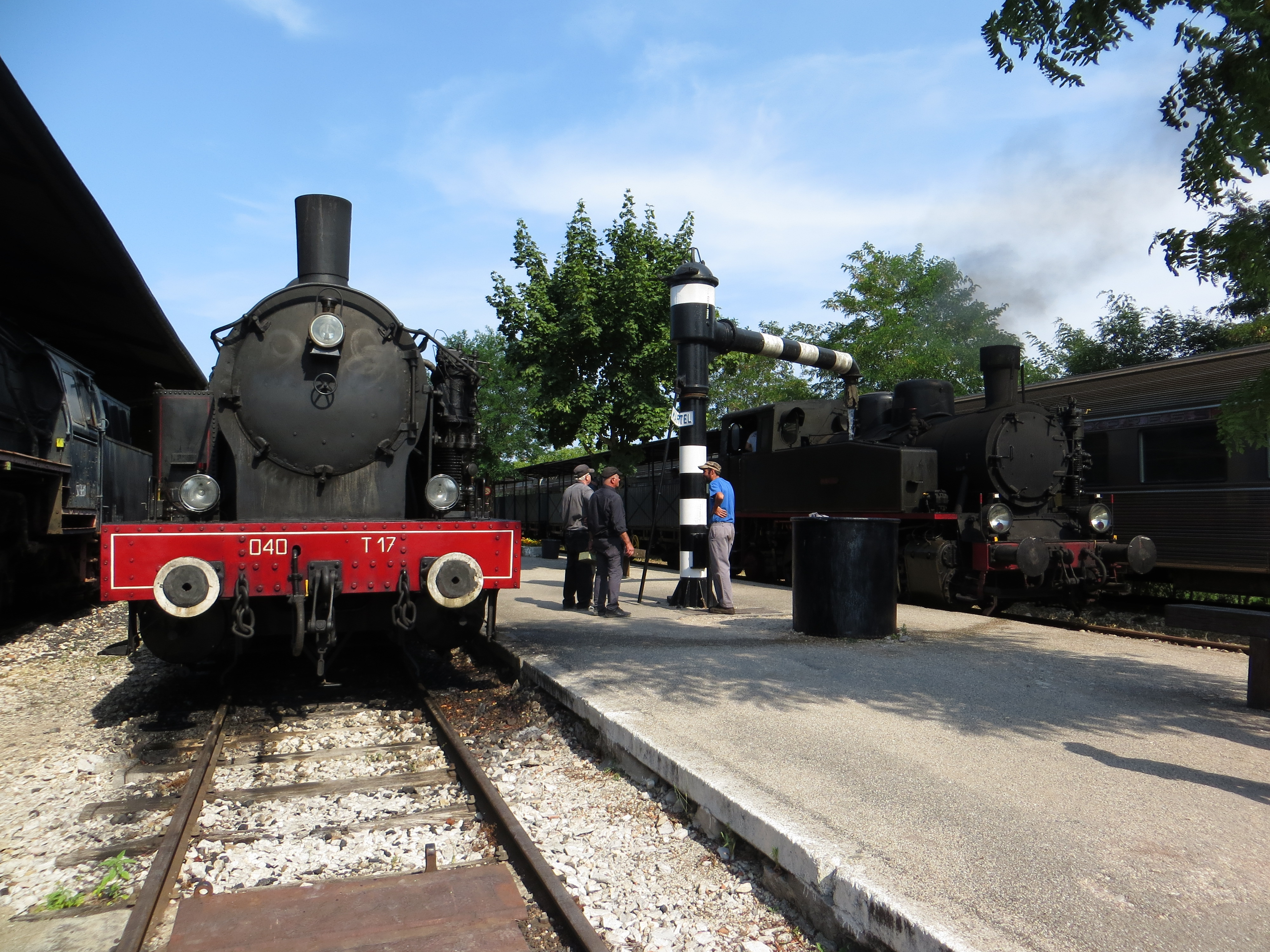
La 040T SACM no 17 et la 030T TKH 5703 toutes les deux en chauffe et à quai en gare de Martel.

Les listes suivantes ne sont pas exhaustives et devront être complétées ou actualisées au fil du temps (dernière actualisation en janvier 2024) :

### Locomotives à vapeur
| Matricule                                               | Constructeur et date                    | État actuel                                            | Origine et informations techniques | Photo |
| ------------------------------------------------------- | --------------------------------------- | ------------------------------------------------------ | --- | ----- |
| 030T no 4 dite « Trambouze »                            | Schneider, 1891                         | Hors service (en présentation statique).               | - Distribution : Stephenson à tiroirs plans. |       |
| 030T TKh49 (en) no 5703 Ferrum dite « Marine »          | Fablok (Chrzanów), 1956                 | Opérationnelle                                         | - 9,17 m, 34,8 t (44,4 t en ordre de marche), vitesse maximum : 45 km/h (600 ch). - Timbre chaudière : 13 kg/cm². - Capacité de la soute à charbon : 2,5 t. - Capacité de la soute à eau : 5 000 L (5 m3). - Distribution : Walschaerts à tiroirs cylindriques. |       |
| 040T no 17                                              | SACM, 1927                              | Opérationnelle                                         | - 0,00 m, 54 t (64 t en ordre de marche), vitesse maximum : 50 km/h (800 ch). - Timbre chaudière : 00 kg/cm². - Capacité de la soute à charbon : 00 t. - Capacité de la soute à eau : 0 000 L (0 m3). - Distribution : Walschaerts àtioirs plans. |       |
| 150 Z allemande de type BR 50 no 50-3661 (Modèle 1938). | Wiener Lokomotivfabrik Floridsdor, 1961 | Hors service (en attente d'une restauration complète). | - 22,94 m, 00,00 t (00,00 t en ordre de marche), vitesse maximum : 80 km/h (1625 ch). - Timbre chaudière : 16 kg/cm². - Distribution : Heusinger à tiroirs cylindriques. Tender : modèle 2’2’T26 - Capacité de la soute à charbon (Tender) : 8 t. - Capacité de la soute à eau (Tender) : 26 000 L (26 m3). |       |
| 040T TKp Śląsk no 6281                                  | Fablok (Chrzanów), 1963                 | Opérationnelle                                         | - Achetée au Stoomtrein Maldegem-Eeklo (Belgique) en 2014. - Śląsk = Silésie en polonais. - 10,98 m, 52 t (66 t en ordre de marche), vitesse maximum : 45 km/h (900 ch). - Timbre chaudière : 14 kg/cm². - Capacité de la soute à charbon : 3 t. - Capacité de la soute à eau : 6 500 L (6,5 m3). - Distribution : Walschaerts à tiroirs cylindriques.                                                                      |       |
| 040T TKp Śląsk no 4436                                  | Fablok (Chrzanów), 1957                 | Hors service                                           | - Achetée au Stoomtrein Maldegem-Eeklo (Belgique) en 2014. - Prévue d'être restaurée extérieurement pour présentation statique. - Śląsk = Silésie en polonais. - 10,98 m, 52 t (66 t en ordre de marche), vitesse maximum : 45 km/h (900 ch). - Timbre chaudière : 14 kg/cm². - Capacité de la soute à charbon : 3 t. - Capacité de la soute à eau : 6 500 L (6,5 m3). - Distribution : Walschaerts à tiroirs cylindriques. |       |

### Locomotives diesel
- Locomotive BB 63816 ;
- Locomotive BB 63924 ;
- Locotracteur Y 5205 ;
- Locotracteur Y 5137 ;
- Locotracteur Y 50110 ;
- Locotracteur Y 51125 ;
- Locotracteur Y 7581 ;

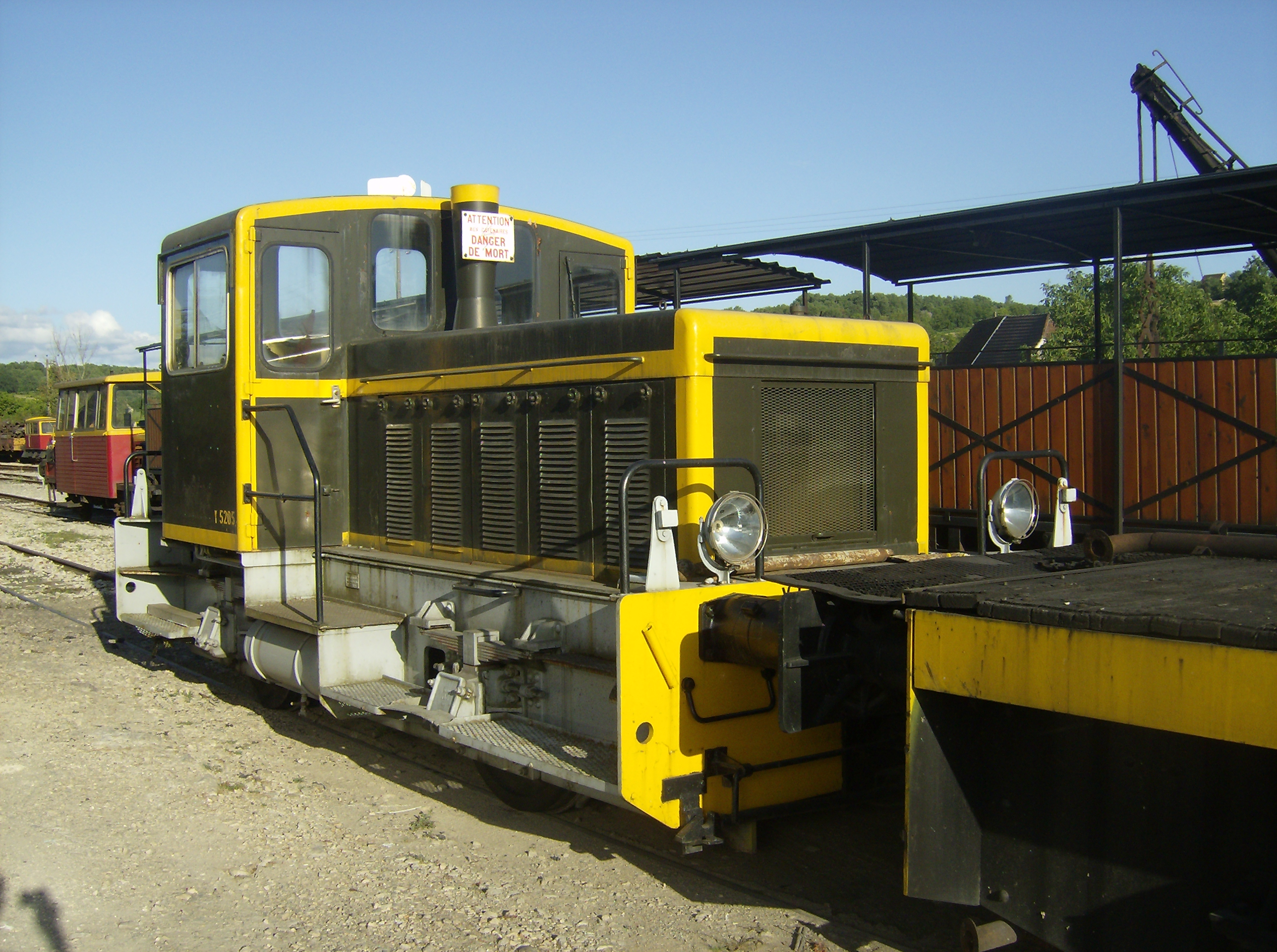
Le Y 5205 du CFTHQ à Martel.

- Plateau-tracteur Decauville TE.400.

### Autorails

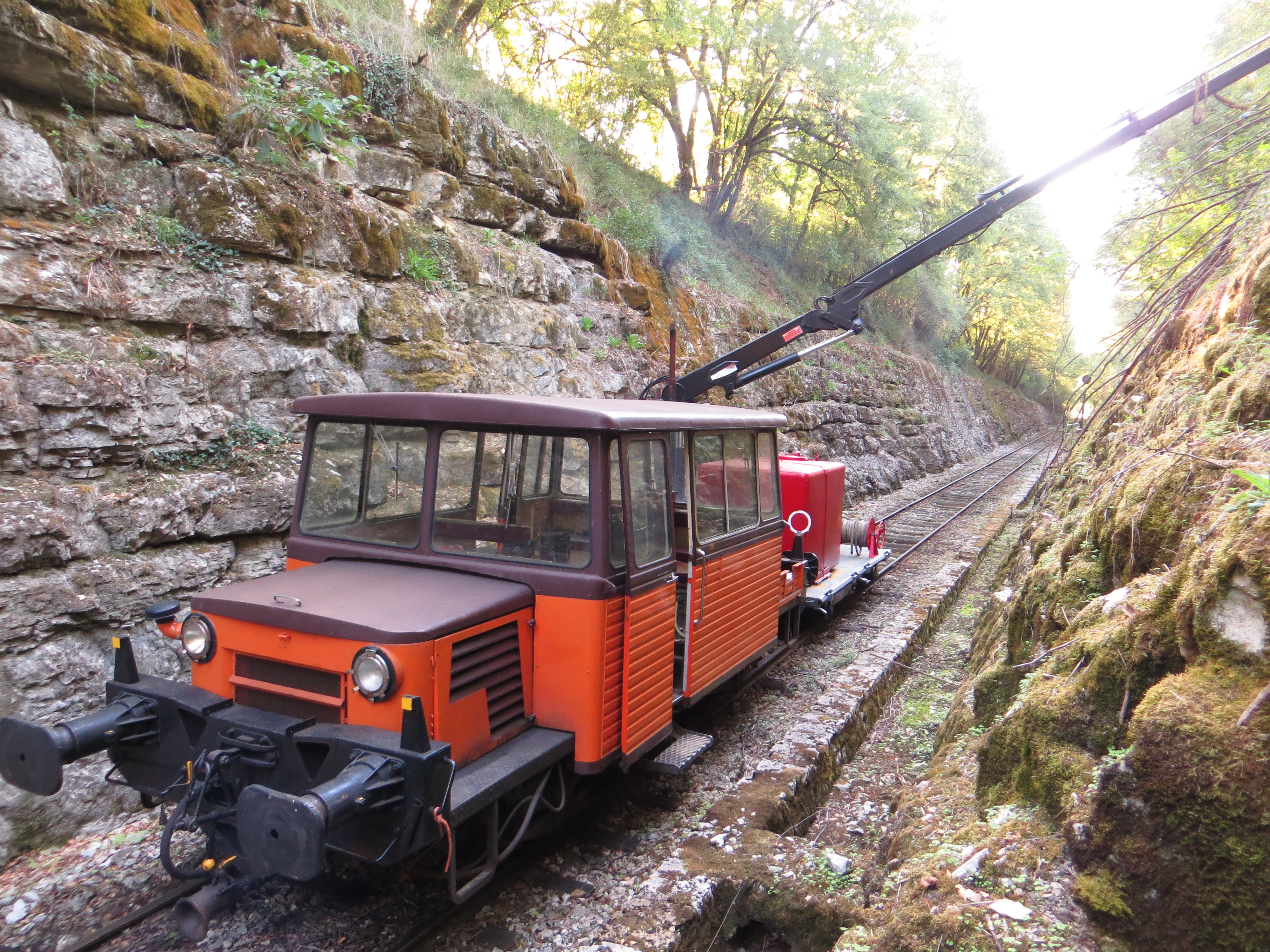
Une draisine DU 65 avec son bras articulé en extension maximale dans la tranchée de Meyrangle.

- Autorail X 3968 « Picasso » ;
- Autorail X 2115 ;
- Autorail X 2137 ;
- Autorail X 2145.

### Draisines
- 1 draisines type DU 50 4M041 ;
- 3 draisines type DU 65 équipées de bras-grue ;
- 1 camion rail-route Dodge WC-51.

### Voitures à voyageurs
- 12 baladeuses construites sur la base de wagons-plats K50 ;
- 1 voiture A8 OCEM type Est ;
- 3 voitures Mistral 1969 A4Dtux, A8 et A5rt ;
- 1 voiture d'automotrices Z 4100 du P.O ;
- 1 voiture Talbot.